# Benamocarra
Benamocarra là một đô thị trong tỉnh Málaga, cộng đồng tự trị Andalusia Tây Ban Nha. Đô thị này có diện tích là 6 kilômét vuông, dân số năm 2018 là 2.999 người với mật độ 500 người/km². Đô thị này có cự ly 41 km so với tỉnh lỵ Málaga.